# هالة بنت وهيب
هالة بنت وهيب بن عبد مناف بن زهرة بن كلاب القرشية، وقيل هي: هالة بنت أهيب بن عبد مناف بن زهيرة بن كلاب بن مُرّة. هي ابنة عم آمنة بنت وهب أم النبي محمد وزوجة عبد المطلب بن هاشم والدة حمزة بن عبد المطلب وصفية بنت عبد المطلب وجدة الزبير بن العوام.
تزوجت عبد المطلب بن هاشم، فولدت له: المقوم وحمزة وحجل وصفية وقيل: العوام. وذكر محمد صادق الكرباسي إلى أن والدة العوام هي نتيلة بنت جناب. كما أنها أخت أبي وقاص والد الصحابة سعد بن أبي وقاص وعتبة بن أبي وقاص وعمير بن أبي وقاص.
كون أنّ هالة بنت وهيب هيّ أُم حمزة بن عبد المطلب يجعل حمزة مُقرباً للنبي محمد من عدة نواحي فهو من ناحية أُمه يكون ابن بنت عم آمنة بنت وهب، ومن ناحية هو عمه أخو والده عبد الله بن عبد المطلب، ومن ناحية أُخرى هُوّ أخوه من الرضاعة حيثُ أنّ ثويبة مولاة أبو لهب قامت بإرضاعه مع النبي محمد، وبعد أصبح أصبح حمزة من صحابة محمد ومن أشد مُناصريه الذين دافعوا عنه أمام كفار قريش.